# Perotinus

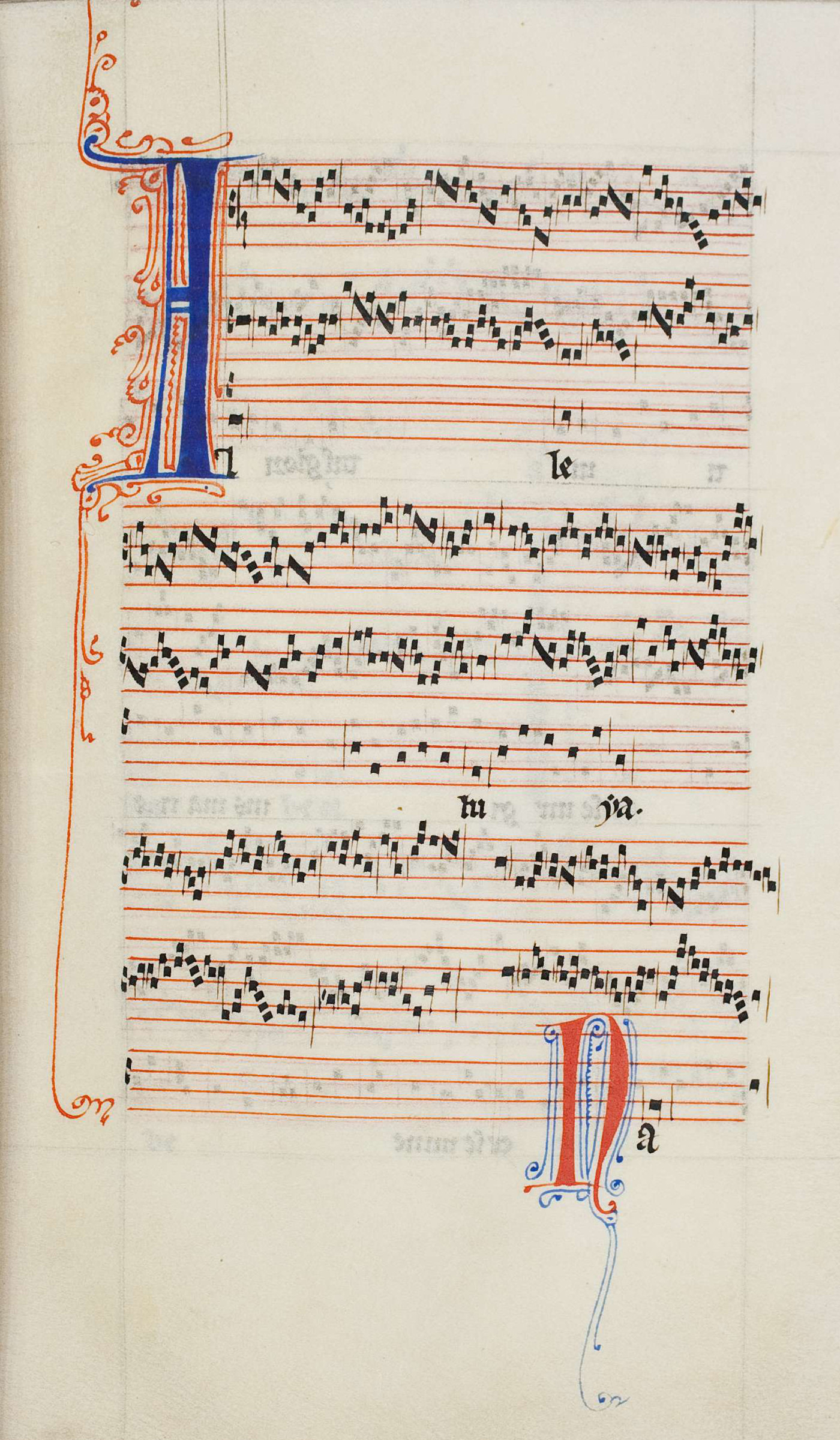
Alleluia nativitas, toegeschreven aan Perotinus, in een middeleeuws handschrift

Perotinus Magnus of Pérotin de Grote (Parijs, ongeveer 1160 – 1230 of eerder) was een Frans componist die rond 1200 actief was. Hij wordt beschouwd als een der grondleggers van het motet en een hoofdvertegenwoordiger van de ars antiqua.

## Werken
Perotinus is een van de oudste componisten uit Europa die bij naam bekend zijn, samen met Leoninus, die misschien zijn leermeester was. Het is niet zeker wat zijn precieze functie was, en de identificatie van enkele werken uit de periode rond 1200 als zijnde van de hand van Perotinus stamt onrechtstreeks van Anonymus IV, een niet nader bekende maar gerespecteerde muziektheoreticus uit de dertiende eeuw. De partituren van werken die aan hem worden toegeschreven, hebben echter wel een zeer herkenbare stijl.
Wie Perotinus precies was, is moeilijk vast te stellen. De naam is een diminutief voor Pierre en betekent dus in feite 'Pietertje'. Hij is weleens geïdentificeerd met een zekere 'Petrus de succentor', die in de vroege jaren 1200 in de archieven van de Notre Dame opduikt, maar er bestaat geen hard bewijs dat hij dit was. In 1198 en 1199 vaardigde de bisschop van Parijs, Odo van Sully, twee decreten uit met betrekking tot de viering van Kerstdag en Sint-Stefanus, waarin hij stipuleerde dat er een driestemmig en een vierstemmig organum gezongen dienden te worden, id est, polyfone sequensen. Deze twee composities zijn bewaard gebleven: het betreft 'Viderunt omnes fines terrae' en 'Sederunt principes'. Anonymus IV schrijft die werken aan Perotinus toe: hij vermeldt tenminste dat Perotinus die teksten op muziek had gezet. In deze werken zien we een afwisseling van oude gregoriaanse cantus firmus met weelderige polyfone structuren die de basis legden voor de ontwikkeling van de isoritmiek die later onder Guillaume de Machaut en Philippe de Vitry ongekende hoogten zou bereiken.
Mogelijk had Perotinus, die wellicht een belangrijke functie bekleedde, al is niet eens zeker of hij wel aan de Notre Dame verbonden was, een connectie met Filip de Kanselier, van wiens gedichten hij er althans één op muziek zette; ook dit is echter niet bewezen.

## Vernieuwing
Wat we wel weten, is dat Perotinus een vernieuwer was: niet alleen vertoont zijn overgeleverde werk bijzonder complexe mathematische structuren en canons, hij had ook oog voor de inhoud van de tekst, wat in de middeleeuwen ongebruikelijk was. Hij maakte een groot aantal clausulae en verbeterde het Magnus Liber, toegeschreven aan Leoninus. De afwisseling van strak discant en uitgebreide motieven en kunstgrepen zorgt voor verrassende effecten; het is een levendig, ritmisch soort muziek dat niet-vertrouwde luisteraars waarschijnlijk vreemd in de oren zou klinken.

## Uitvoering
De muziek van Perotinus is eeuwenlang enkel theoretisch bekend gebleven; sinds de twintigste eeuw wordt ze soms opnieuw uitgevoerd. Alfred Deller maakte reeds in 1961 een opname van enkele van zijn werken; hij voegde er blaasinstrumenten aan toe. Ofschoon zulke instrumentale begeleiding niet in de partituren vermeld wordt, valt geenszins uit te sluiten dat hiervan in de middeleeuwse uitvoeringspraktijk gebruik werd gemaakt.
- Bibsys: 24515
- Biblioteca Nacional de España: XX1307220
- Bibliothèque nationale de France: cb138983833 (data)
- Catàleg d'autoritats de noms i títols de Catalunya: 981058516294206706
- Gemeinsame Normdatei: 102558957
- International Standard Name Identifier: 0000 0001 2253 7325
- Library of Congress Control Number: n85327521
- MusicBrainz: 313d8208-3212-4f90-a4f8-780222390e88
- Nationale Bibliotheek van Tsjechië: mzk2004248654
- Nationale Bibliotheek van Israël: 987007266586505171
- Nederlandse Thesaurus van Auteursnamen: 107623757
- Istituto Centrale per il Catalogo Unico: MILV173806
- LIBRIS: 211437
- Système universitaire de documentation: 077907132
- Virtual International Authority File: 222955753
- WorldCat: E39PCjwxDM3J3rHjvwY8HXy36X